# Zygia cupirensis
Zygia cupirensis là một loài thực vật có hoa trong họ Đậu. Loài này được (C.Barbosa) L.Rico miêu tả khoa học đầu tiên.